# Чиопа (род)
Чиопе (лат. Apus) представљају род птица из истоимене породице које насељавају Стари свет. Ово су једне од најбржих птица света. Јако подсећају на ласте са којима нису сродне, мали имају краће репове и српаста крила. Чиопе већи део живота проводе у лету и имају јако кратке ноге које користе само за пузање уз вертикалну подлогу.

## Таксономија
Род Apus створио је италијански природописац Ђовани Антонио Скополи 1777. године користећи таутонимију, а црна чиопа је већ раније била описана од стране шведског природописца Карл фон Линеа у његовом Systema Naturae. Име рода Apus је латинско име за чиопу, мада је у античко време сматрана врстом ласте без ногу (од стгрч. α, а, "без" и стгрч. πούς, поус, "стопало").
Пре 1950-их, било је контровезри око тога којој групи род Apus припада. Године 1801 Боск је дао мале рачиће, организме познате под данашњим именом рода Triops име Apus, па су од тада зоолози почели да користе овај термин. Кеилак је (1909) рекао да је оваква употреба имена roda Apus нерегуларна пошто је већ ово име рода у употреби за птице чиопе од 1777. Тек 1958. се контроверза напокон завршила захваљујући интервенцији Интернационалне Комисије за Зоолошку Номенклатуру (ИКЗН) која је забранила употребу рода Apus за рачића и наредила употребу рода Triops.

## Врсте
Род има 20 врста:
- Кејпвердска чиопа, Apus alexandri
- Црна чиопа, Apus apus
- Канарска чиопа, Apus unicolor
- Њанзанска чиопа, Apus niansae
- Сива чиопа, Apus pallidus
- Афричка црна чиопа, Apus barbatus
- Мадагаскарска чиопа, Apus balstoni
- Фернандо Поова чиопа Apus sladeniae
- Форбс-Вотсонова чиопа, Apus berliozi
- Бредфилдова чиопа, Apus bradfieldi
- Пацифичка чиопа, Apus pacificus
- Салималијева чиопа, Apus salimalii
- Блајтова чиопа, Apus leuconyx
- Кукова чиопа, Apus cooki
- Тамна чиопа, Apus acuticauda
- Мала чиопа, Apus affinis
- Кућна чиопа, Apus nipalensis
- Хорусова чиопа, Apus horus
- Афричка белокрста чиопа, Apus caffer
- Бејтсова чиопа Apus batesi[а]

Познате фосилне врсте:
- (Средњи - Касни миоцен, Француска)
- (Рани - Касни плиоцен из централне и југоисточне Европе)
- (Касни плиоцен из југоисточне Европе)
- (Средњи плеистоцен из Словачке)

Миоценски "Apus ignotus" је пребачен у род Procypseloides.